# Verdelais
Verdelais è un comune francese di 957 abitanti situato nel dipartimento della Gironda nella regione della Nuova Aquitania.
Vi si trova la basilica di Nostra Signora, edificio del XVII secolo.

## Società

### Evoluzione demografica
Abitanti censiti

## Curiosità
Nel cimitero del Comune è sepolto il pittore Henri de Toulouse-Lautrec.